# Пут за Алжир
Пут за Алжир (енгл. Pursuit to Algiers) је амерички детективски филм из 1945. године, и дванаести филм у серијалу од четрнаест филмова о Шерлоку Холмсу у коме главне улоге играју Бејзил Ратбон и Најџел Брус. Филм преузима неке ликове и догађаје из приче „Црвени круг” из 1911. године. Елементи у причи одају почаст иначе незабележеном случају који је доктор Вотсон поменуо на почетку приче „Норвудски градитељ” из 1903. године, посебно пароброду Фрисланд. Ван камере, Вотсон такође препричава својој публици још један незабележени случај споменут у причи „Вампир у Сасексу” из 1924. године, о џиновском пацову са Суматре, „причи за коју свет још није припремљен”.

## Радња
Спремајући се да напусте Лондон како би отишли на преко потребан одмор, Шерлок Холмс и доктор Вотсон добијају тајновит позив. Заинтригиран, Холмс прихвата и дочекује га премијер Ровеније, који га моли да отпрати принца Николаса кући. Испоставља се да је на његовог оца извршен атентат, а као наследник Николас је сада краљ. Холмс пристаје.
Аранжмани за авион су већ направљени. Када се појаве проблеми са мотором, долази до мање измене тако да сада има простора само за принца и Холмса, који оставља Вотсона иза себе. Вотсон се буни, па му Холмс предлаже да крене путничким бродом који иде за Алжир.
Током путовања, Вотсон чита да се авион срушио у Пиринејима и да је мало вероватно да има преживелих. Међутим, испоставља се да је Холмс имао аверзију према направљеним плановима путовања и да се налази на броду заједно са Николасом. Он наређује Вотсону да принца осталим путницима представи као свог нећака. Вотсон сумња да су сви, од певачице Шиле Вудбери, обожаватељке вежбања Агате Данам, до два мистериозна човека, за које се касније испоставило да су археолози, убице, али одбацује ове теорије након што брод непланирано пристаје у Лисабону где се укрцавају совјетски агенти: Грегор, бацач циркуских ножева Мирко и гломазни глувонеми човек по имену Губек.
Испрва Мирко покушава да убије Холмса ножем баченим кроз прозор, затим Грегор замени Холмсов мали поклон са експлозивом, али Холмс оба покушаја онемогућава. Коначно, агенти успевају да отму принца када пристану у Алжиру, након чега Холмс открива да је „принц” заправо био мамац; прави принц се све време представљао као стјуард, скривен наочиглед свих. Лажни Николас је након тога враћен неповређен.

## Улоге
| Глумац          | Улога             |
| --------------- | ----------------- |
| Бејзил Ратбон   | Шерлок Холмс      |
| Најџел Брус     | доктор Џон Вотсон |
| Марџори Риордан | Шила Вудбери      |
| Розалинд Иван   | Агата Данам       |
| Мортон Лаури    | Стјуард           |
| Лесли Винсент   | принц Николас     |
| Мартин Кослек   | Мирко             |
| Рекс Еванс      | Грегор            |
| Џон Абот        | Џодри             |
| Џералд Хамер    | Кингстон          |
| Ви Вили Дејвис  | Губек             |

## Пријем
Неке од критика овог филма укључују:
- Филмски режисер Јуниверсал студија, Рој Нил, испоручује ироничну верзију филмског жанра Шерлока Холмса у Путу за Алжир, у којој чак и глумци „изгледају свесни да су заробљени у жанровској слици”.

„Његов бескрајан успех: не би ли могао само једном да пропадне и докаже се као човек!” − глумац Бејзил Ратбон о филмском приказу Шерлока Холмса

- Овај „камп” приказ славног детектива преувеличава сваку врлину књижевног стваралаштва Конана Дојла, а Нил и Ратбон издају бурлеско уживање у Холмсовој непогрешивој стручности у свему, од маварске архитектуре у Лисабону до препознавања баченог ножа у опскурном париском циркусу и савршено идентификујући „сумњиве странце” на основу њиховог „озбиљно мањкавог осећаја за моду”.[2]